# 臺中市立圖書館上楓分館
臺中市立圖書館上楓分館位於臺灣臺中市大雅區，為臺中市立圖書館的一座分館。

## 樓層規劃
| 臺中市立圖書館上楓分館 |                                                    |
| 樓層                   | 設施                                               |
| 3                      | 青少年閱覽室、討論室、多功能活動室                 |
| 2                      | 開架閱覽區                                         |
| 1                      | 服務台、親子共讀區、兒童閱覽區、樂齡區、期刊報紙區 |